# Mara West
Mara West è un film muto italiano del 1921 diretto da Aleksandr Rosenfeld.